# 隆巴德山

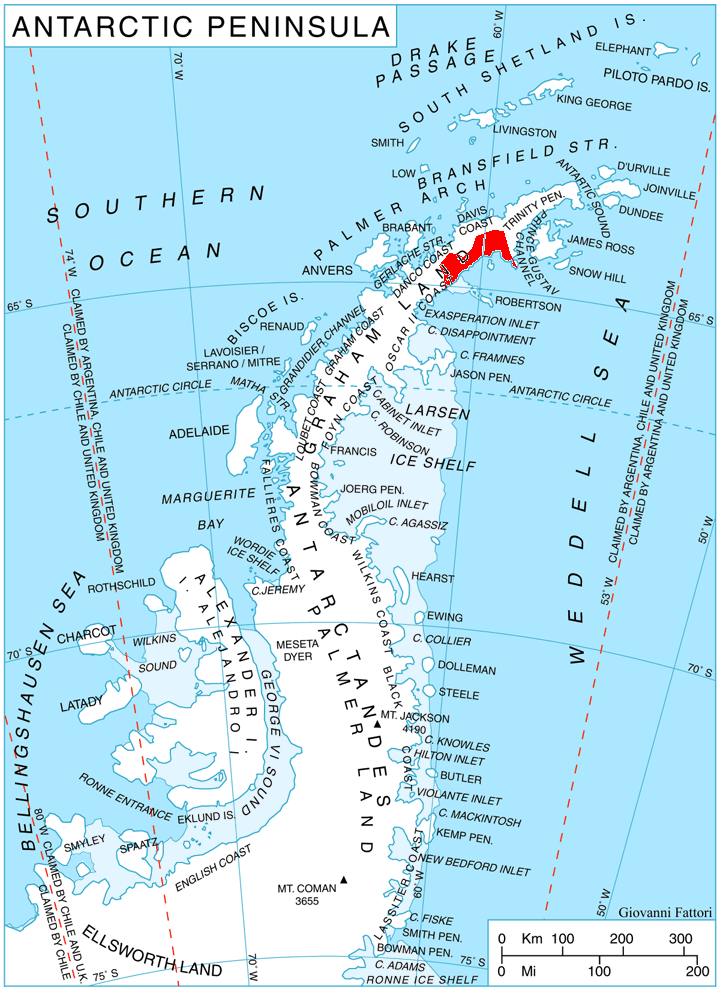

64°31′S 59°38′W / 64.517°S 59.633°W
隆巴德山（英語：Mount Lombard），是南極洲的山峰，位於葛拉漢地的努登舍爾德海岸，西面是蒙德拉加灣，由英國研究隊的測量繪入地圖，現時由南極條約體系管理。